# Батюшков, Помпей Николаевич
Помпей Николаевич Батюшков (1811—1892) — русский историк и этнограф, младший единокровный брат поэта К. Н. Батюшкова. Действительный тайный советник.

## Биография
Родился в селе Даниловское Бежецкого уезда Тверской губернии или 2 (14) июня 1811 года или 14 (26) апреля 1811 года. Его отец Николай Львович Батюшков (брат сенатора П. Л. Батюшкова) от первого брака имел четырёх дочерей и одного сына, знаменитого русского поэта Константина Николаевича Батюшкова; от второго брака, с Авдотьей Никитишной Теглевой — сына Помпея Николаевича и дочь Юлию Николаевну (была замужем за Н. В. Зиновьевым).
Рано оставшийся сиротой был поручен старшими сёстрами и братом попечению известного педагога, директора московской гимназии П. М. Дружинина и осенью 1818 года был помещён в пансион француза Визара в Москве. В 1823 году заботы о нём приняла его тётка Екатерина Фёдоровна Муравьёва и он был отдан в петербургский пансион пастора Иоганна Муральта. После пяти лет учёбы в нём, 1 января 1829 года, он был принят юнкером в Артиллерийское училище; в конце года произведён в прапорщики и оставлен при училище «для продолжения высших наук». В 1831 году произведён в подпоручики и в 1832 году по окончании курса в офицерских классах начал строевую службу в гвардейской конной артиллерии.
В 1840 году вышел в отставку и отправился за границу. В 1846 году он женился на единственной дочери Николая Ивановича Кривцова, Софье Николаевне (1821—1901). В этом же году он поступил на службу в ведомство Министерства внутренних дел — чиновником особых поручений при хозяйственном департаменте. С 3 сентября 1849 года П. Н. Батюшков — в звании камер-юнкера.
В начале 1850 года был отправлен в распоряжение виленского генерал-губернатора и 26 октября 1850 года он был назначен в Ковно вице-губернатором и заведовал при нём учебною частью северо-западных губерний. В течение двух с половиной лет он служил помощником попечителя Виленского учебного округа. Оставив в конце 1853 года должность помощника попечителя, Батюшков ещё три года находился в составе учебного ведомства, исполняя различные поручения министра народного просвещения А. С. Норова.
В 1857—1867 годах он служил вице-директором Департамента духовных дел иностранных исповеданий при Министерстве внутренних дел. В 1858 году он получил чин действительного статского советника, был пожалован в звание камергера Высочайшего Двора и в 1866 году назначен членом совета министра внутренних дел с производством в тайные советники. В это время ему были пожалованы ордена Св. Станислава и Св. Анны 1-й степени.с 1 января 1858 года — действительный статский советник, с 27 марта 1866 года — тайный советник.
В 1865—1867 годах П. Н. Батюшков также руководил церковно-строительным комитетом в Западном крае, в результате деятельности которого было построено более двух тысяч православных церквей и улучшено материальное положение православного духовенства.
В 1868 году был награждён орденом Св. Владимира 2-й степени и стал попечителем Виленского учебного округа и через год был назначен членом консультативного совета при министре просвещения Д. А. Толстом.
По приезде в Москву П. Н. Батюшков был избран, 2 февраля 1870 года, помощником председателя (митрополита Иннокентия) «Православного миссионерского общества»; 11 мая 1871 года его избрали в товарищи председателя московского славянского комитета, а 11 января 1872 года — вице-президентом Комиссии по сооружению храма Христа Спасителя в Москве.
С 1873 по 1882 годы он был гласным Московской городской думы; отказался от звания гласного в связи с переводом на службу в Петербург; в 1876 году получил орден Белого орла.
В день коронования Александра III, 15 мая 1883 года, П. Н. Батюшков был пожалован орденом Св. Александра Невского; 1 января 1887 года, в награду пятидесятилетней службы, он был произведён в действительные тайные советники. Кроме российских имел иностранные ордена: вюртенбергский орден Фридриха (командор 1-й ст; 1864), баварский орден Короны (командор; 1865), австрийский орден Франца-Иосифа (3-й ст.; 1865), черногорский орден кн. Даниила I (1-й ст.; 1867), сербский орден Такова (1-й ст.; 1878).
Умер 20 марта (1 апреля) 1892 года в Санкт-Петербурге. Похоронен в Москве, в Новодевичьем монастыре, рядом с могилой Дениса Давыдова. Тут же была похоронена и его жена Софья.

## Научная и издательская деятельность
Помпей Николаевич Батюшков — автор трудов по истории, археологии и этнографии Юго-Западной и Северной России. За труды по изданию VII-го и VIII-го выпусков «Памятников русской старины в западных губерниях» 17 марта 1885 года ему была объявлена «Высочайшая Его Императорского Величества благодарность».
Известны, в частности, следующие его произведения:
- «Атлас народонаселения западнорусского края по исповеданиям» (2-е изд., 1862, 1865);
- «Памятники русской старины в западных губерниях» — восемь выпусков (1865, 1874, 1885 и 1886 годы), альбомы рисунков древностей и палеографических снимков, с объяснительными заметками;
- Холмская Русь. Исторические судьбы Русского Забужья (1887)
- Волынь. Исторические судьбы Юго-Западного края (1888)
- Батюшков П. Н. Белоруссия и Литва. — СПб.: Типография товарищества «Общественная польза», 1890. — 640 с. — (Исторические судьбы Северо-Западного края).
- Подолия: Историческое описание (1891)
- Бессарабия: Историческое описание (1892)

В 1885—1887 гг. П. Н. Батюшков издал собрание сочинений своего покойного брата — поэта Батюшкова Константина Николаевича.

## Премия и медаль П. Батюшкова
После смерти П. Н. Батюшкова Императорская академия наук 19 мая (по юлианскому календарю) 1894 года учредила премию его имени, к соисканию которой допускались «труды, посвящённые политической истории Северо-Западного края, истории православной церкви, изучению местной этнографии и археологии, исследованию памятников языка и народного быта, и учёная библиография сочинений, относящихся до Северо-Западного края». Премия финансировалась за счёт процентов с капитала в размере 10.000 рублей, переданного вдовой Батюшкова в распоряжение Академии наук.
Одновременно была учреждена золотая медаль «в память Помпея Николаевича Батюшкова — для рецензентов сочинений, представленных на соискание премии имени д. т. с. П. Н. Батюшкова от Императорской Академии наук». Медаль была изготовлена известным русским медальером А. Ф. Васютинским.
На лицевой стороне медали был изображён портрет П. Н. Батюшкова с надписью вокруг него: «МОГУ ОШИБАТЬСЯ, ОШИБАЮСЬ, НО НЕ ЛГУ НИ СЕБЕ, НИ ЛЮДЯМ», на оборотной стороне — надпись по окружности: «В память Помпея Николаевича Батюшкова», а в середине — имя получившего медаль.